# 17074 Shreshth
17074 Shreshth este o planetă minoră (asteroid) din centura de asteroizi. A fost descoperită pe 12 aprilie 1999 la Experimental Test Site⁠(d) de Lincoln Near-Earth Asteroid Research. 
Obiectul prezintă o orbită caracterizată de o semiaxă mare de 2,5767306 UAi, o excentricitate de 0,13, o înclinație de 15,09819 ° în raport cu ecliptica.